# Кантемировский мост
Кантеми́ровский мост — автодорожный металлический разводной мост через Большую Невку в Санкт-Петербурге. Соединяет Выборгскую сторону и Аптекарский остров, связывая Выборгский и Петроградский районы.

## Расположение
Соединяет Кантемировскую улицу и Выборгскую набережную с проспектом Медиков и Аптекарской набережной. Рядом с мостом расположена Ленинградская телебашня.
Выше по течению находится Гренадерский мост, ниже — Ушаковский мост.
Ближайшая станция метрополитена — «Лесная».

## Название
Название дано в 1982 году по одноимённой улице, которая переименована в память об освобождении от немецких оккупантов в декабре 1942 года железнодорожной станции Кантемировки в Воронежской области.

## История
В 1817—1821 годах на этом месте был сооружён плашкоутный перевоз, который просуществовал здесь долгое время.
Постоянный мост был построен в 1979—1982 годах по проекту инженера Б. Н. Брудно и архитектора В. М. Иванова при участии инженера Б. Б. Левина и архитектора А. В. Говорковского. Необходимость строительства нового моста возникла из-за строительства внутренней транспортной магистрали в городе, которая начинается от улицы Циолковского, проходит по северному берегу Обводного канала с выходом на мост Александра Невского и далее по Заневскому проспекту на мост через реку Охту в створе проспекта Энергетиков, затем по Анникову проспекту выходит на Кантемировскую улицу, в створе которой расположен Кантемировский мост, а затем через Аптекарский остров на Петроградскую сторону в район Каменноостровского моста. Строительство моста осуществляло СУ-1 и СУ-2 треста Ленмостострой под руководством главных инженеров Е. В. Лейкина и Б. Н. Филиппова, прораба Б. Л. Полякова. Технический надзор вёл инспектор Дирекции – А. В. Путинцев.

## Конструкция
Мост состоит из трёх речных пролётов, двух пролётов над набережными и двух эстакадных частей, в которых оборудованы помещения для гаражей. Схема моста: 57,0+75,0+33,3+75,0+57,0 м и имеет длину с учётом левобережной и правобережной развязок при пересечении Аптекарской и Выборгской набережных 314,2 м. Подходы к мосту выполнены в виде пандусов, включающих эстакады и насыпь в подпорных стенах. Длина эстакадных участков пандусов 92,9 м, длины насыпей в подпорных стенах для левобережного пандуса 82 м и правобережного — 80,50 м полная длина мостового перехода вместе с пандусами (включая эстакадные участки и насыпи в подпорных стенках) — 664 м. Ширина моста между перилами 31,0 м, из них ширина проезжей части 24,5 м и два тротуара по 3,0 м.
Стационарные пролётные строения выполнены в виде цельносварных металлических неразрезных балок с криволинейным очертанием нижнего пояса по схеме 57,0+75,0+7,3 м. Пролёты длиной 7,3 м расположены целиком в пределах опор разводного пролёта, обеспечивая защемление соответствующих концов главных балок. Защемление осуществлено с помощью анкеровки концевых консолей балок в опору моста. В поперечном сечении стационарные пролётные строения состоят из четырёх главных балок двутаврового сечения, объединённых ортотропной плитой проезжей части, продольными и поперечными связями. Расстояние между главными балками — 9,75+8+9,75 м.
Разводной пролёт на левобережной опоре перекрыт однокрылым пролётным строением раскрывающейся системы с неподвижной осью вращения и жёстко прикреплённым противовесом. В поперечном сечении разводной пролёт состоит из четырёх главных балок с криволинейным нижним поясом, объединённые ортотропной плитой проезжей части и нижними продольными связями. Расстояние между главными балками 8+9,5+8 м. В закрытом состоянии представляет собой простую разрезную балку.
Эстакадная часть перекрыта пятипролётными железобетонными неразрезными балками постоянной высоты с железобетонной плитой, включённой в работу главных балок. В эстакадной части расположены гаражи. Пандусы состоят из железобетонных подпорных стенок на свайном основании с засыпкой между ними. Устои моста массивные, железобетонные на свайном основании, облицованы гранитом.
Промежуточные опоры облегчённые, стоечного типа, железобетонные на свайном основании, облицованы гранитом. На опорах разводного пролёта установлены металлические пирамидальные мачты с 12 светильниками. Опоры эстакадной части облегчённого типа, железобетонные на свайном основании без облицовки.
Покрытие на проезжей части и тротуарах, на постоянных пролётных строениях асфальтобетонное по ортотропной плите, а на разводном пролёте — эпосланбетонное. Покрытие на проезжей части эстакады и пандусах — асфальтобетонное, а на тротуарах - песчаный асфальт. Тротуар отделён от проезжей части металлическим силовым ограждением барьерного типа.
Металлические ограждения повторяют рисунок решётки Тучкова моста, созданный архитектором П. А. Арешевым. Представляют собой простой рисунок стержней из металла квадратного сечения, которые переплетаются таким образом, что создают на всём протяжении необычную объёмную картину.
На эстакаде и пандусах установлен железобетонный парапет, облицованный гранитом. На въезде моста установлены массивные прямоугольные тумбы, по верхней кромке которых размещена металлическая лента — доска с наименованием моста. С 4-х сторон устоев моста сооружены гранитные лестничные спуски с гранитным парапетом.
Освещение на мосту выполнено посредством расположения на опорах разводного пролёта металлических столбов квадратного сечения, на которых укреплено по 12 цилиндрических светильников, а вдоль тротуара размещены металлические столбы — торшеры с люстрами из 3-х светильников.
В 2002 году была выполнена художественная подсветка моста.